# Флаг Прокопьевского района
Флаг муниципального образования «Проко́пьевский муниципальный район» Кемеровской области Российской Федерации — опознавательно-правовой знак, служащий официальным символом муниципального образования. Флаг призван воспитывать у граждан чувство уважения к местным властям, патриотизма и гордости за свой район.
Флаг утверждён 24 ноября 2010 года и подлежит внесению в Государственный геральдический регистр Российской Федерации.

## Описание
«Флаг района представляет собой прямоугольное полотнище с отношением ширины к длине 2:3. Флаг состоит из трёх горизонтальных и одной вертикальной полосы прямоугольной формы. Ширина верхней полосы красного цвета и нижней полосы зелёного цвета составляют 2/5 ширины полотнища, средняя полоса — белого цвета шириной 1/5 части от ширины полотнища. Вертикальная полоса синего цвета расположена от древка и составляет 1/7 длины полотнища флага».

## Обоснование символики
Полотнище флага отличает историческую закономерность района, выполнено в соответствии с использованием геральдических цветов, которые обозначают:
Синий цвет — чистое небо, символ возвышенных устремлений, искренности и добродетели.
Красный цвет — мужество, смелость, великодушие и любовь.
Белый цвет — символ совершенства, благородства, чистоты, мира.
Зелёный цвет — цвет надежды, радости, изобилия. Символизирует уникальную флору и фауну Прокопьевского района.